# Анніка Сван
Анніка Сван ( відома — 1714 р.) — фінська військовополонена під час Північної війни. Донька вікарія, вона стала, мабуть, найвідомішою жертвою знущань, яких зазнало цивільне населення Фінляндії під час московської окупації, відомої як Велика ненависть.

## Життєпис
Анніка Сван була дочкою вікарія в Ютсено, Беньяміна Свана. Після смерті батька у 1701 році, коли вона була ще зовсім юною, її матері дозволили залишитися у вікаріаті як економці спадкоємця батька, і вона працювала там покоївкою. В середині літа 1710 року група московських солдатів викрала Сван оголеною з її сауни і привезла як рабиню до Санкт-Петербурга. У Санкт-Петербурзі вона, як і кілька інших фінських жінок, пройшла військову підготовку. У 1713 році її повторно охрестили в московській православній вірі як Уляну. Їй видали драгунський однострій і, разом з іншими фінськими жінками зі схожою історією, відправили до Фінляндії, щоб допомогти московський армії у завоюванні Фінляндії. Вона була поранена кулею в стегно під Порвоо (Борго) в 1714 році. Того ж року їй було доручено виступити в ролі посланиці московитів. Вона планувала дезертирувати, але дорогою була схоплена шведською армією. Аніка зробила зізнання для шведської військової влади, яка задокументувала його. Невідомо, що сталося з нею після цього.
За сучасними інтерпретаціями, Сван спотворила правду у своїх свідченнях. Вона, безсумнівно, слідувала за драгунським полком до Фінляндії і, можливо, брала участь у боях, але, швидше за все, не як солдатка. Велика кількість жінок супроводжувала тогочасні армії, слугуючи солдатськими дружинами, прачками, кухарками та повіями. Вона також згадує двох жінок-драгунок, які народили дітей у зимових казармах у Міккелі. Ідея про вагітну драгунку здається неможливою. З цього можна зробити висновок, що назви родів військ могли бути прикрашеними виразами для позначення реальних ролей насильно взятих жінок. Ці назви могли бути вигадані через страх осуду у власній громаді.

## Спадщина
Опера та телевізійне шоу дали їй легендарний статус.